# Jean Coulthard
Jean Coulthard (OC) (OBC) (født 10. februar 1908 i Vancouver, Canada - død 9. marts 2000) var en canadisk komponist, pianist og lærer.
Coulthard studerede komposition på Royal College of Music (1928-1929) i London hos bl.a. Ralph Vaughan Williams. Hun studerede senere privat hos Bela Bartok, Aaron Copland og Arnold Schönberg (1930-1945). Hun har skrevet fire symfonier, orkesterværker, kammermusik, koncertmusik, en opera, vokalmusik, klaverstykker, strygekvartetter, korværker etc. Coulthard var lærer i komposition på University of British Columbia i Vancouver (1947-1967). Hun hører sammen med Barbara Pentland og Violet Archer til de ledende kvindelige komponister fra Canada. Hun fik ordenen Order of British Columbia (1978).

## Udvalgte værker
- Symfoni nr. 1 (1950) - for orkester
- Symfoni nr. 2 "Dette Land" (1967) - for kor og orkester
- Symfoni nr. 3 "Lyrisk" (1975) - for fagot og orkester
- Symfoni nr. 4 "Efterår" (1984) - for strygeorkester
- Klaverkoncert (1963 rev. 1967) - for klaver og orkester
- Violinkoncert (1959) - for violin og orkester